# خیابان ناصرخسرو
خیابان ناصرخسرو یا با نام سابق خیابان ناصریه با شماره‌گذاری معابر خیابان ۳۴۵۳ تهران یکی از تاریخی‌ترین خیابان‌های شهر تهران است. این خیابان دارای بناهای تاریخی بسیاری از جمله شمس‌العماره و دارالفنون است.
اولین داروخانه و چاپخانه تهران نیز در این خیابان بنا شد. در حال حاضر این خیابان بورس لوازم پزشکی و تجهیزات پزشکی و لوازم آرایشی و کتاب و لوازم التحریر و لوازم دوربین می‌باشد.

## موقعیت

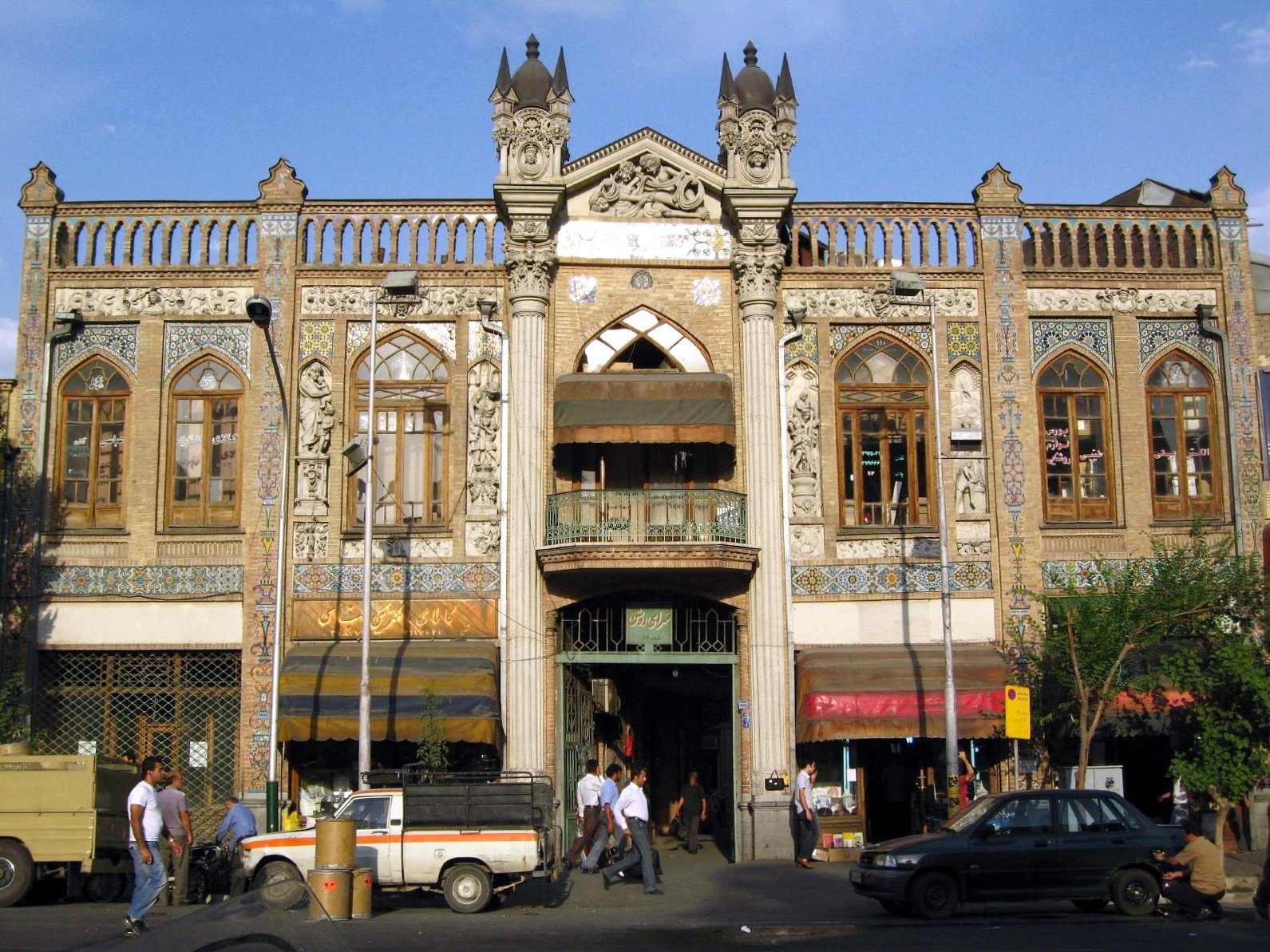
بنای تاریخی سرای روشن در خیابان ناصرخسرو

خیابان ناصرخسرو از میدان امام خمینی آغاز شده و در خیابان پانزده خرداد (بوذرجمهری) پایان می‌پذیرد. خیابان‌های صور اسرافیل و سعدی جنوبی در مسیر این خیابان قرار دارند.
دبیرستان مروی در خیابان ناصرخسرو، در مقابل بنای شمس‌العماره واقع شده است.

## تاریخچه

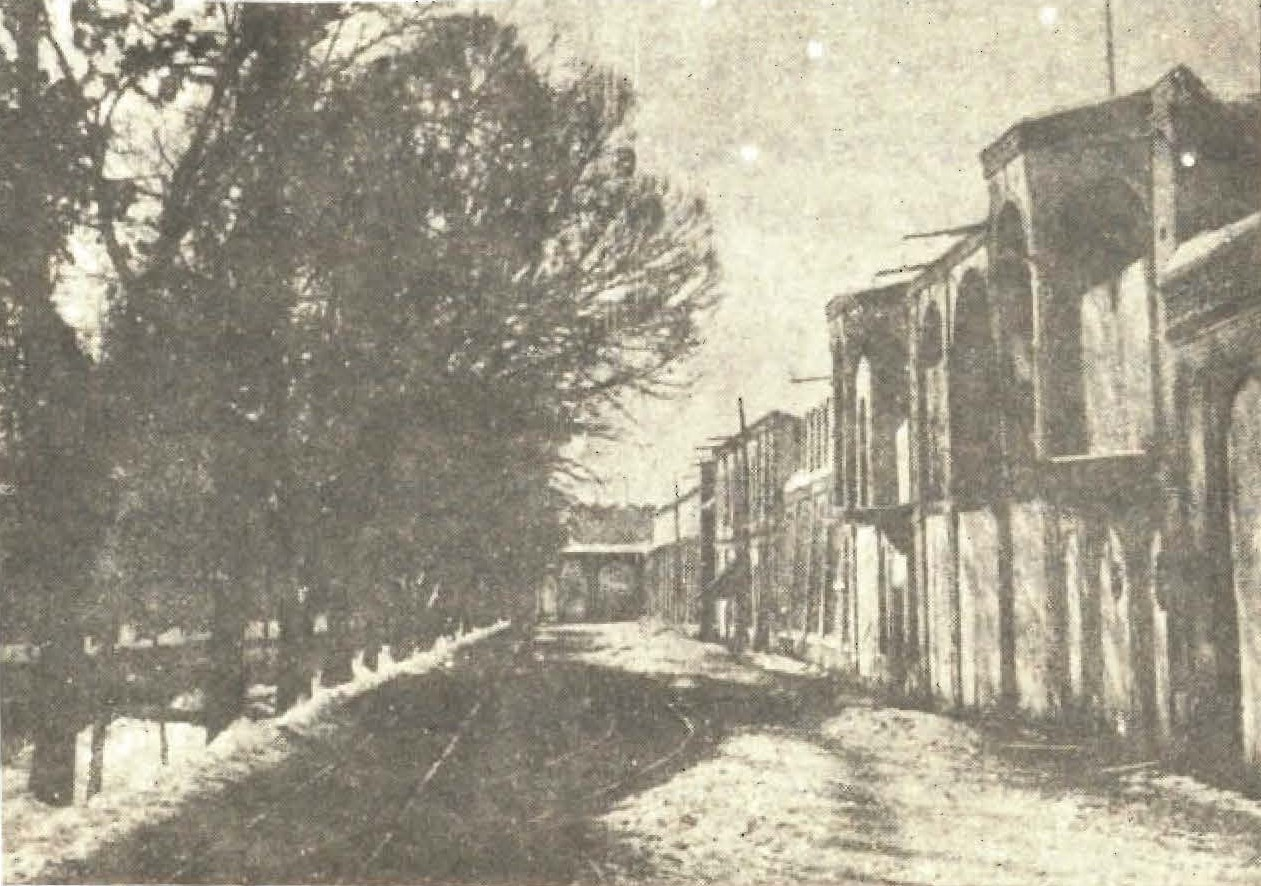
خیابان ناصریه در دورهٔ ناصرالدین شاه

تاریخ احداث این خیابان به حوالی سال ۱۲۴۷ خورشیدی بازمی‌گردد، پیش از آن خندق قسمتی از ارگ سلطانی بوده است. پس از ساخت خندق جدید، خندق قدیم را پر کرده و آن را به خیابان تبدیل می‌کنند و به فرمان ناصرالدین شاه «ناصریه» نام می‌گیرد. چهار سال بعد سامان دادن آن به امین حضور محول می‌شود و او پس از چند سال کوشش سروسامانی به این خیابان می‌دهد.

## کاربری خیابان

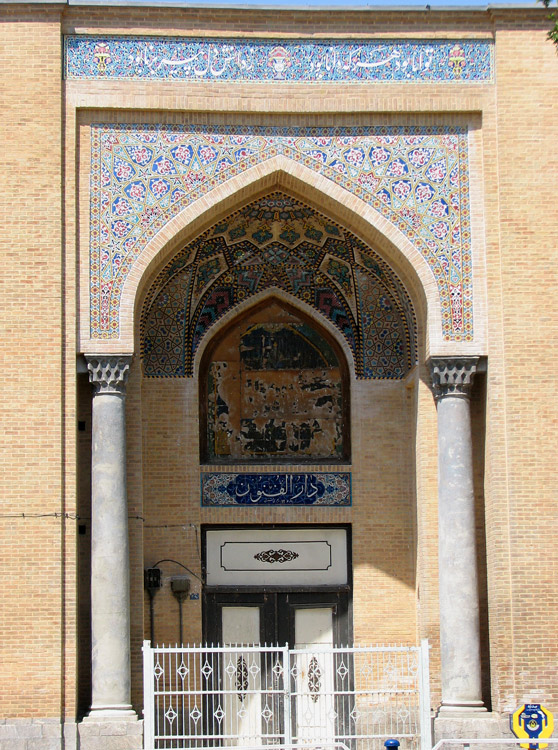
نمای سردر ورودی ساختمان دارالفنون در خیابان ناصرخسرو

مسیرهای پیادهٔ گردشگری تجاری یکی از ارکان مهم درآمدزایی پایدار در کلان‌شهرها می‌باشد. در شهر تهران، خیابان ناصرخسرو بورس لوازم پزشکی و بهداشتی است. در این خیابان، مراکز فروش تجهیزات پزشکی و لوازم بهداشتی آرایشی، لوازم الکتریکی و وسایل عکاسی بسیاری وجود دارند.
این خیابان همچنین در بین مردم به محلی برای عرضه غیرقانونی داروهای کمیاب و قاچاق شهرت دارد.
در سالهای اخیر به منظور احداث مسیر پیاده‌روی تجاری و گردشگری، کارهایی از سوی شهرداری، از جمله تخلیه انبارها و تبدیل خیابان به «پیاده راه» (مسیرهای پیادهٔ تجاری گردشگری) صورت گرفته است. با ایجاد مسیرهای پیاده گردشگری و تجاری می‌توان مدت زمان حضور مردم در این نقاط را افزایش داد و زندگی را به این محدوده‌ها بازگرداند. این در حالی است که آمارها به خوبی نشانگر خالی شدن محدوده‌های مرکزی پایتخت و اشغال آن توسط کارگاه‌ها و انبارهاست.
مواردی که برای ایجاد این‌گونه مسیرهای تجاری، گردشگری یا فرهنگی بایستی در نظر گرفت عبارتند از: توجه به مسیرهای دسترسی سواره، تأمین پارکینگ و تأمین خدمات عمومی مورد نیاز جمعیت.

## اماکن مشهور
از اماکن مشهور واقع شده در این خیابان می‌توان به موارد زیر اشاره کرد:
- مدرسه دارالفنون
- کاخ شمس‌العماره
- بنای تاریخی سرای روشن
- مدرسه علمیه مروی
- مسجد شاه (مسجد امام خمینی)

## بورس و مراکز خرید
خیابان ناصرخسرو مرکز خرید تجهیزات پزشکی و دوربین عکاسی، فیلم‌برداری و تجهیزات مربوطه است.
بازارچه خیریه خانه کودک ناصر خسرو که زیر نظر انجمن حمایت از حقوق کودکان در جهت ارائه خدمات آموزشی و مددکاری به کودکان فعالیت می‌کند و (محلات ناصرخسرو، پامنار و بازار تهران) را در بر می‌گیرد، در خیابان ناصر خسرو، روبروی وزارت دارایی، کوچه خدابنده‌لو، کوچه دانشور واقع است.
در خیابان ناصرخسرو و کوچه‌ها و خیابان‌های اطرافش لوازم عکاسی، بورس وسایل و تجهیزات پزشکی و بهداشتی، کتابفروشی‌ها به‌خصوص کتب مذهبی، مواد صنعتی و شیمیایی، مراکز فروش لوازم بهداشتی و آرایشی، پوشاک پیدا می‌شود. کوچه مروی و کوچه خدابنده‌لو نیز که از قدیم در شمار اماکن معروف خرید محسوب می‌شده‌اند در مجاورت همین خیابان واقع شده‌اند، کوچه خدابنده‌لو بورس تجهیزات پزشکی و لوازم آرایش است و در کوچه مروی بیشتر پوشاک و به‌خصوص عتیقه‌جات و اجناس آنتیک عرضه می‌شود.
این خیابان یکی از کانون‌های اصلی قاچاق دارو و فساد دارو در ایران است. تا جاییکه از آن به عنوان بزرگ‌ترین داروخانه ایران نام برده می‌شود.